# Sombrillo (Nuevo México)
Sombrillo es un lugar designado por el censo ubicado en el condado de Santa Fe en el estado estadounidense de Nuevo México. En el Censo de 2010 tenía una población de 351 habitantes y una densidad poblacional de 143,26 personas por km².

## Geografía
Sombrillo se encuentra ubicado en las coordenadas 35°58′49″N 106°2′7″O / 35.98028, -106.03528. Según la Oficina del Censo de los Estados Unidos, Sombrillo tiene una superficie total de 2.45 km², de la cual 2.45 km² corresponden a tierra firme y (0%) 0 km² es agua.

## Demografía
Según el censo de 2010, había 351 personas residiendo en Sombrillo. La densidad de población era de 143,26 hab./km². De los 351 habitantes, Sombrillo estaba compuesto por el 79.2% blancos, el 0.57% eran afroamericanos, el 1.99% eran amerindios, el 5.13% eran asiáticos, el 0% eran isleños del Pacífico, el 11.97% eran de otras razas y el 1.14% pertenecían a dos o más razas. Del total de la población el 50.43% eran hispanos o latinos de cualquier raza.